# Đại Hải
Đại Hải là một xã thuộc thành phố Cần Thơ, Việt Nam.

## Địa lý
Xã Đại Hải có vị trí địa lý:
- Phía đông giáp xã Kế Sách và xã Phú Tâm
- Phía tây giáp phường Ngã Bảy, Đại Thành và xã Tân Phước Hưng
- Phía nam giáp xã Hồ Đắc Kiện
- Phía bắc giáp xã An Lạc Thôn.

Xã Đại Hải có diện tích 70,52 km², dân số năm 2024 là 43.579 người, mật độ dân số đạt 617 người/km².
Trên địa bàn xã có Quốc lộ 1 đi qua.

## Lịch sử
Ngày 14 tháng 8 năm 1958, thành lập xã Đại Hải trên cơ sở tách một phần diện tích và dân số của xã Kế An (bao gồm khu vực trại định cư Đại Hải dành cho đồng bào miền Bắc di cư vào năm 1954).
Ngày 20 tháng 9 năm 1975, Bộ Chính trị ban hành Nghị quyết số 245-NQ/TW về việc hợp nhất tỉnh Cần Thơ (ngoại trừ huyện Thốt Nốt), tỉnh Sóc Trăng, tỉnh Trà Vinh, tỉnh Vĩnh Long thành một tỉnh, tên gọi tỉnh mới cùng với nơi đặt tỉnh lỵ sẽ do địa phương đề nghị lên.
Ngày 20 tháng 12 năm 1975, Bộ Chính trị ban hành Nghị quyết số 19/NQ về việc hợp nhất tỉnh Cần Thơ (bao gồm cả huyện Thốt Nốt của tỉnh Long Xuyên), tỉnh Sóc Trăng thành một tỉnh mới, tên gọi tỉnh mới cùng với nơi đặt tỉnh lỵ sẽ do địa phương đề nghị lên.
Ngày 24 tháng 2 năm 1976, Chính phủ Cách mạng lâm thời Cộng hòa miền Nam Việt Nam ban hành Nghị định số 3/NQ/1976 về việc hợp nhất tỉnh Cần Thơ, tỉnh Sóc Trăng và thành phố Cần Thơ thành một tỉnh mới, lấy tên là tỉnh Hậu Giang.
Ngày 21 tháng 4 năm 1979, Hội đồng Chính phủ ban hành Quyết định số 174-CP về việc chia xã Ba Trinh thuộc huyện Kế Sách thành xã Ba Trinh và xã Trịnh Phú.
Ngày 26 tháng 12 năm 1991, Quốc hội ban hành Nghị quyết về việc chia tỉnh Hậu Giang thành tỉnh Cần Thơ và tỉnh Sóc Trăng.
Ngày 26 tháng 11 năm 2003, Quốc hội ban hành Nghị quyết số 22/2003/QH11 về việc chia tỉnh Cần Thơ thành thành phố Cần Thơ trực thuộc trung ương và tỉnh Hậu Giang.
Tính đến ngày 31/12/2024:
- Xã Ba Trinh có 7 ấp: 4, 5A, 5B, 6, 7, 8, 12.
- Xã Đại Hải có 8 ấp: Ba Rinh, Đông Hải, Hậu Bối, Kinh Ngay, Mang Cá, Nam Hải, Số 1, Trung Hải.

Ngày 12 tháng 6 năm 2025, Quốc hội ban hành Nghị quyết số 202/2025/QH15 về việc sắp xếp đơn vị hành chính cấp tỉnh (nghị quyết có hiệu lực từ ngày 12 tháng 6 năm 2025). Theo đó, sáp nhập tỉnh Hậu Giang và tỉnh Sóc Trăng vào thành phố Cần Thơ.
Ngày 16 tháng 6 năm 2025, Ủy ban Thường vụ Quốc hội ban hành Nghị quyết số 1668/NQ-UBTVQH15 về việc sắp xếp các đơn vị hành chính cấp xã của thành phố Cần Thơ năm 2025 (nghị quyết có hiệu lực từ ngày 16 tháng 6 năm 2025). Theo đó, sáp nhập toàn bộ 31,85 km² diện tích tự nhiên, quy mô dân số là 17.908 người của xã Ba Trinh vào toàn bộ 38,66 km² diện tích tự nhiên, quy mô dân số là 25.671 người của xã Đại Hải thuộc huyện Kế Sách, tỉnh Sóc Trăng.
Xã Đại Hải có 70,52 km² diện tích tự nhiên và quy mô dân số là 43.579 người.